# 施瓦茨湖 (東普里格尼茨-魯平縣)

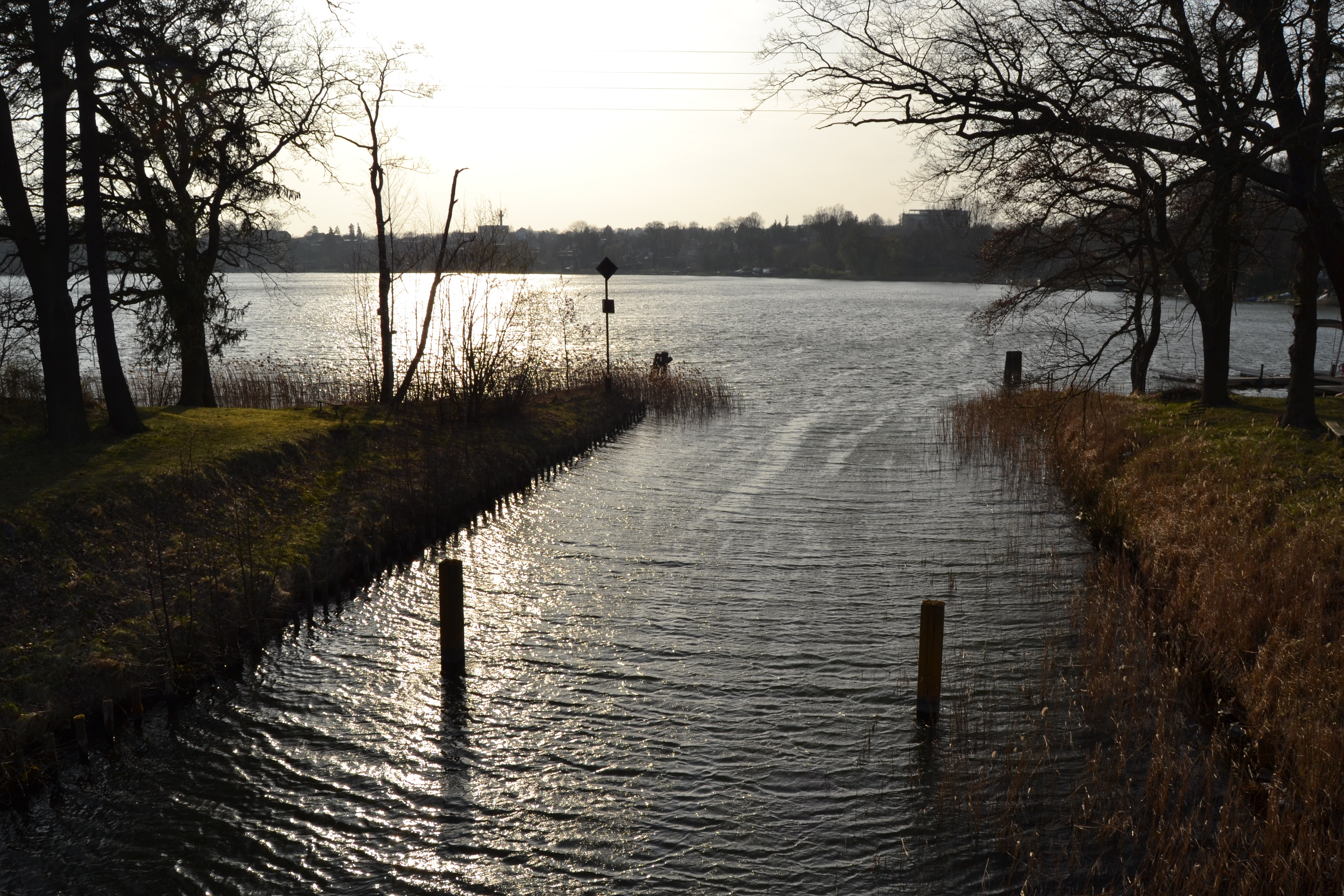

53°9′27.28″N 12°46′25.2″E / 53.1575778°N 12.773667°E
施瓦茨湖（德語：Schwarzer See），是德國的湖泊，位於該國西南部，由勃蘭登堡州負責管轄，處於東普里格尼茨-魯平縣，距離首都柏林80公里，面積0.3平方公里，最大水深12米。